# Vigo di Cadore
Vigo di Cadore (Vigo in ladino) è un comune italiano di 1 339 abitanti della provincia di Belluno in Veneto.

## Origini del nome
Come numerosi altri simili se non uguali, il toponimo deriva dal latino vīcus "gruppo di case, villaggio". Si è denominato semplicemente Vigo sino al R.D. 23 gennaio 1930, n. 74.

## Storia

### Simboli
Lo stemma del comune di Vigo di Cadore si blasona:
Lo stemma è diviso in due: nella parte superiore vi è l'emblema comune ai paesi della Magnifica Comunità di Cadore; in quella inferiore, la penna e la spada incrociate, ricordano che Vigo è patria di uomini illustri per scienze e lettere ed è stato teatro di una battaglia il 14 agosto 1866, durante la III guerra d'indipendenza, quando gli italiani sconfissero una colonna austriaca in località Treponti.

## Monumenti e luoghi d'interesse

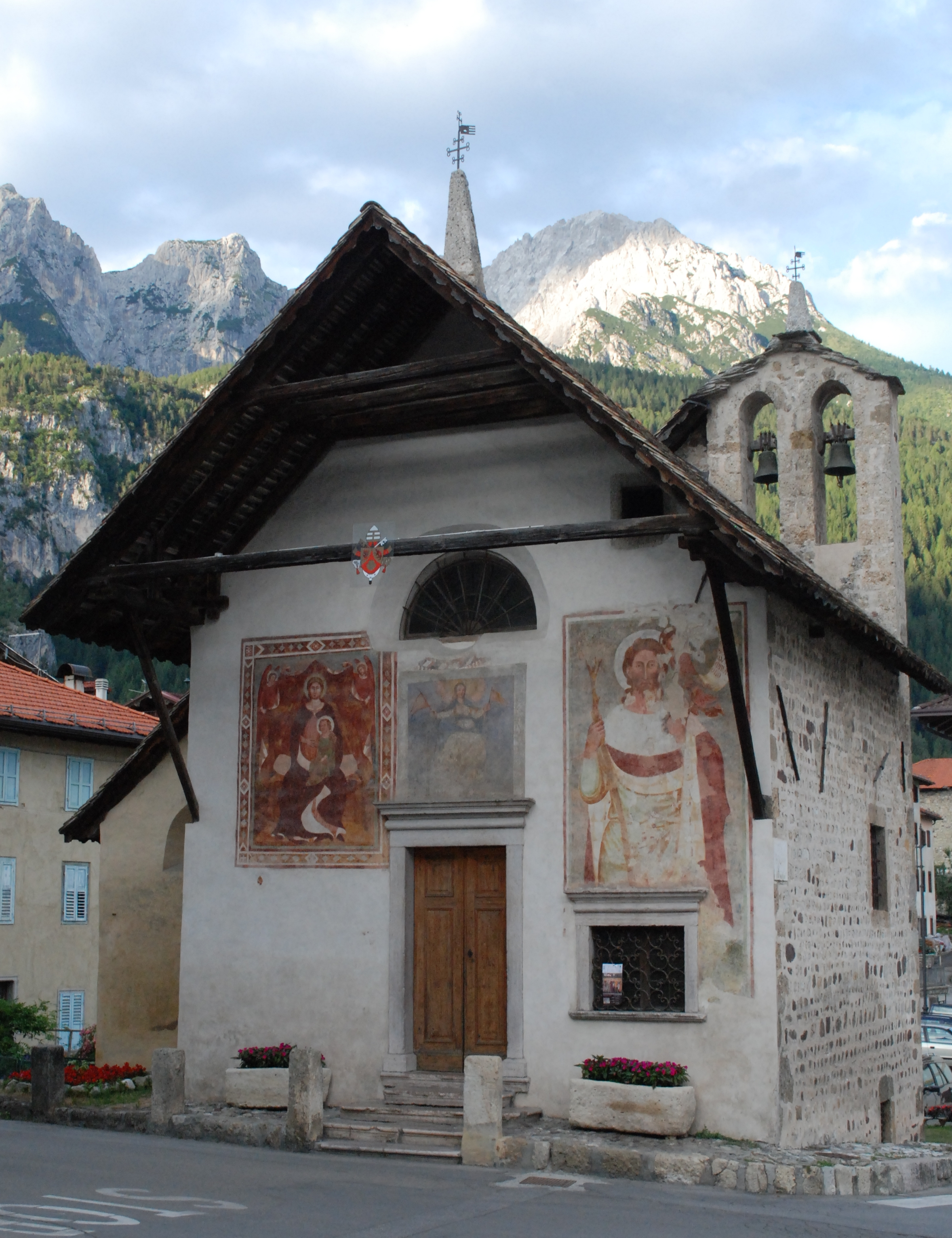
La Chiesa di Sant'Orsola, costruita nel XIV secolo, è uno dei gioielli del Cadore

La chiesa di Sant'Orsola conserva un rilevante ciclo di affreschi trecenteschi. Fu fatta costruire nel XIV secolo da Ainardo da Vigo, figlio di Odorico, podestà del Cadore dal 1313 al 1320 per conto della famiglia trevigiana dei da Camino, vassalli del patriarca di Aquileia. Dal 2008 custodisce una reliquia ossea appartenente al corpo di sant'Orsola donata dall'arcivescovo di Colonia.

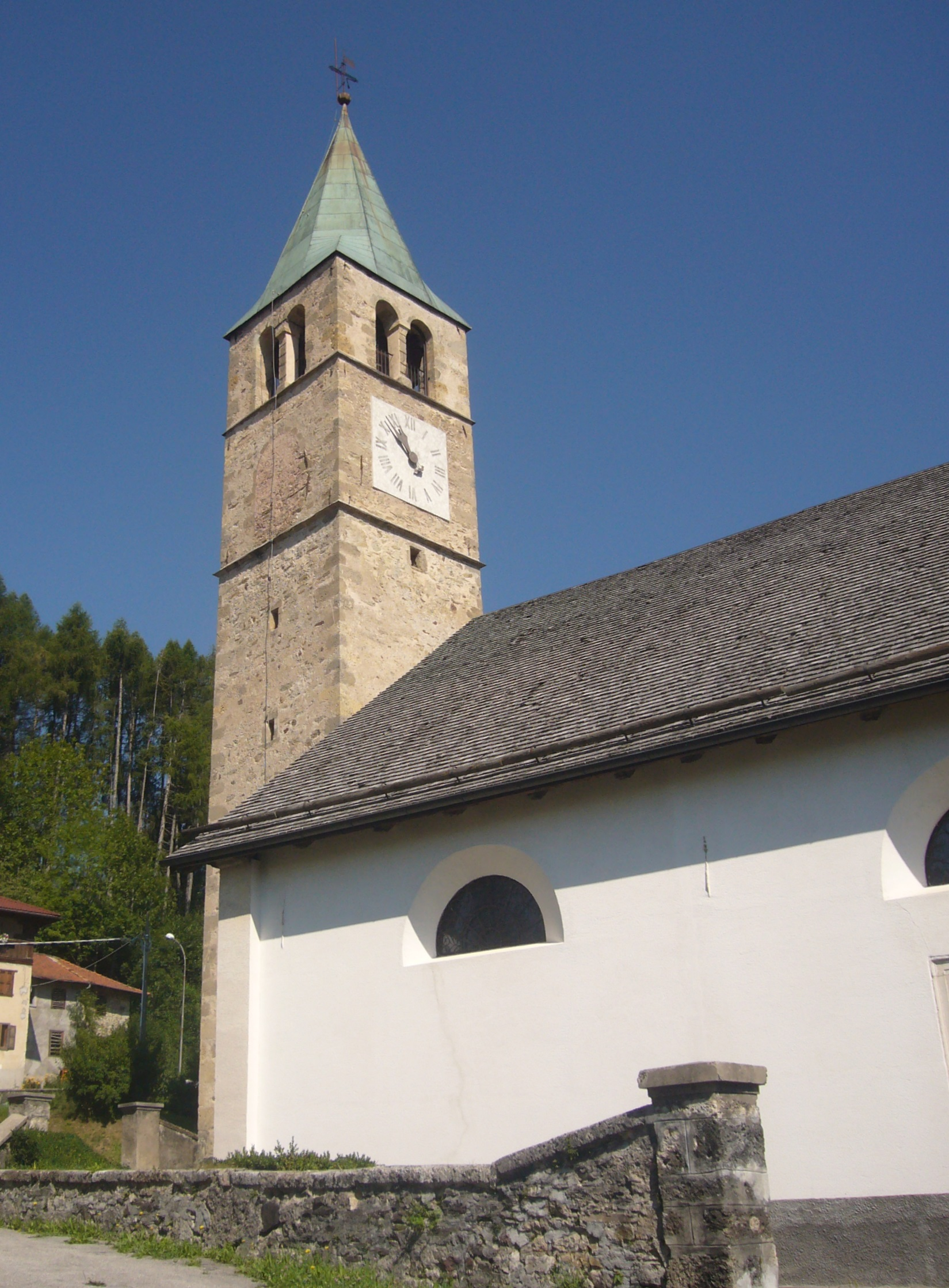
Il campanile e parte della pieve

Da segnalare anche la chiesa della Madonna della Difesa, opera di Nicolò Ruopel ed edificata nel 1512 per assolvere il voto popolare del 19 luglio 1509 conseguente allo scampato pericolo di saccheggio per i fatti d'arme che interessarono il Cadore durante la Guerra della Lega di Cambrai
Notevole è poi la pieve di San Martino Vescovo (1559), con opere di Cesare Vecellio, del Besarel, di Tomaso Da Rin, pittore nativo di Laggio e l'organo Barbini - Aletti (1757-1894), strumento storico di pregevole effetto fonico. Il 21 marzo 1208 Vigo fu, infatti, costituita al rango di ecclesia (insieme alle altre matrici del Cadore: Ampezzo, San Vito, Valle, Domegge, Auronzo, Santo Stefano) derivate dall'unica antica pieve di Pieve di Cadore, elevata già prima del 1247 ad arcidiaconato, retto da un arcidiacono eletto tra il clero cadorino. Nel 1347 il patriarca Bertrando di San Genesio, venuto in Cadore per riappropriare politicamente il territorio al Patriarcato,  concesse il battistero alle 7 pievi e il titolo di plebanus al rettore del tempo Vendramino da Lorenzago. La circoscrizione ecclesiastica della pieve di San Martino di Vigo comprendeva Lorenzago e Lozzo.
È documentato (Vigo e il suo cardinale di G.M. Longiarù) che fin dal XIII secolo Vigo aveva una scuola retta da un sacerdote di nome Maurizio.
Rilevante sotto il profilo culturale è la Biblioteca Storica Cadorina fondata dal prof. Antonio Ronzon, eminente studioso di storia locale. La biblioteca conserva circa 550 pergamene e molti manoscritti di interesse storico. Nella collezione una delle tre copie della tesi di Magistero d'Arte (1946), stampata a torchio ai Carmini di Venezia, dell'artista grafico Eronda, di famiglia lorenzaghese.

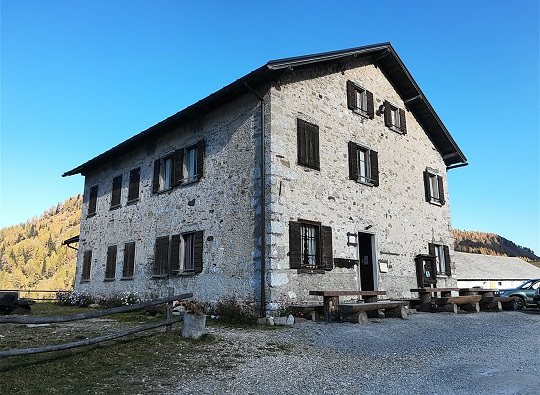
La Casera di Razzo, presso l'omonimo valico

A Laggio, in località Salagona, è da ricordare la chiesa di Santa Margherita (1250?), unica testimonianza artistica della stessa famiglia feudale caminese sopravvissuta in tutto il Cadore, con affreschi bizantineggianti.
In territorio comunale si trova l'altopiano di Razzo, zona di interesse naturalistico e molto rinomata tra la comunità degli astrofili in quanto nella località di Casera Razzo a metà strada tra Laggio e Sauris è possibile ammirare un cielo limpido ed incontaminato da alcuna forma di inquinamento luminoso.
Interessanti anche il Forte di monte Tudaio (dove nel 2023 è stato allestito un bivacco a cura della locale sezione CAI) e le postazioni militari della Grande Guerra in Col Cianpon.
Da qualche anno a Vigo si svolge il Palio di San Martino, in abiti medievali, tra i paesi di Vigo, Laggio, Pelòs, Lorenzago e Lozzo per rievocare le antiche radici e la figura di Ainardo di Vigo; sfilano i tamburini e gli sbandieratori più il corteo storico.

## Società

### Evoluzione demografica
Abitanti censiti

## Geografia antropica

### Frazioni
Il comune di Vigo di Cadore comprende le frazioni di Laggio (Lajo) e Pelòs e la piccola Pinié. Curiosamente il capoluogo ha meno abitanti delle due frazioni. La parlata è di ceppo ladino. L'antica pergamena datata 1186, conservata presso la Biblioteca Storica Cadorina, indica con Arvaglo l'insieme delle regole di Vigo, Laggio, Pelòs e Salagona. Vigo fu sede del centenaro di "Oltrepiave", uno dei dieci centenari in cui era diviso anticamente il Cadore, del quale condivide le principali vicissitudini storiche. Attualmente per Oltrepiave si intende il territorio geografico dei comuni di Vigo e di Lorenzago.

## Amministrazione
| Periodo        | Periodo        | Primo cittadino      | Partito                      | Carica  | Note   |
| -------------- | -------------- | -------------------- | ---------------------------- | ------- | ------ |
| 19 luglio 1988 | 7 giugno 1993  | Anna Rosa De Martin  | lista civica                 | Sindaco | [ 14 ] |
| 7 giugno 1993  | 28 aprile 1997 | Silvano D'Andrea     | Liga Veneta - Lega Nord      | Sindaco | [ 15 ] |
| 28 aprile 1997 | 14 maggio 2001 | Silvano D'Andrea     | Lega Nord                    | Sindaco | [ 16 ] |
| 14 maggio 2001 | 30 maggio 2006 | Antonio Mazzucco     | lista civica                 | Sindaco | [ 17 ] |
| 30 maggio 2006 | 16 maggio 2011 | Antonio Mazzucco     | lista civica                 | Sindaco | [ 18 ] |
| 16 maggio 2011 | 6 giugno 2016  | Mauro Da Rin Bettina | lista civica Verso il futuro | Sindaco | [ 19 ] |
| 6 giugno 2016  | 4 ottobre 2021 | Mauro Da Rin Bettina | lista civica Verso il futuro | Sindaco |        |
| 4 ottobre 2021 | in carica      | Silvia Calligaro     | lista civica Verso il futuro | Sindaco |        |

### Altre informazioni amministrative
La denominazione del comune fino al 1930 era Vigo.

## Galleria d'immagini

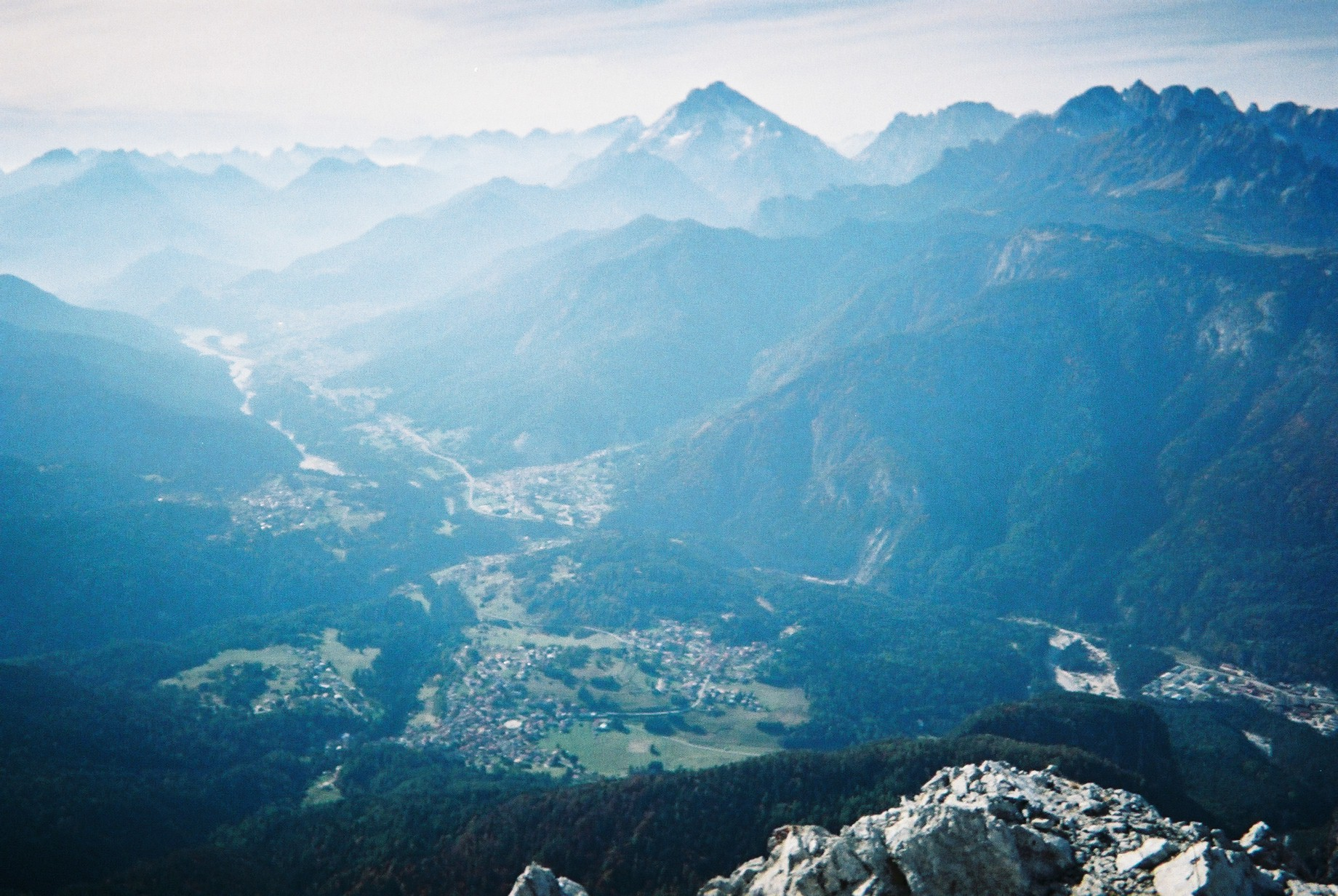
Vigo e Laggio visti dallo Schiavon
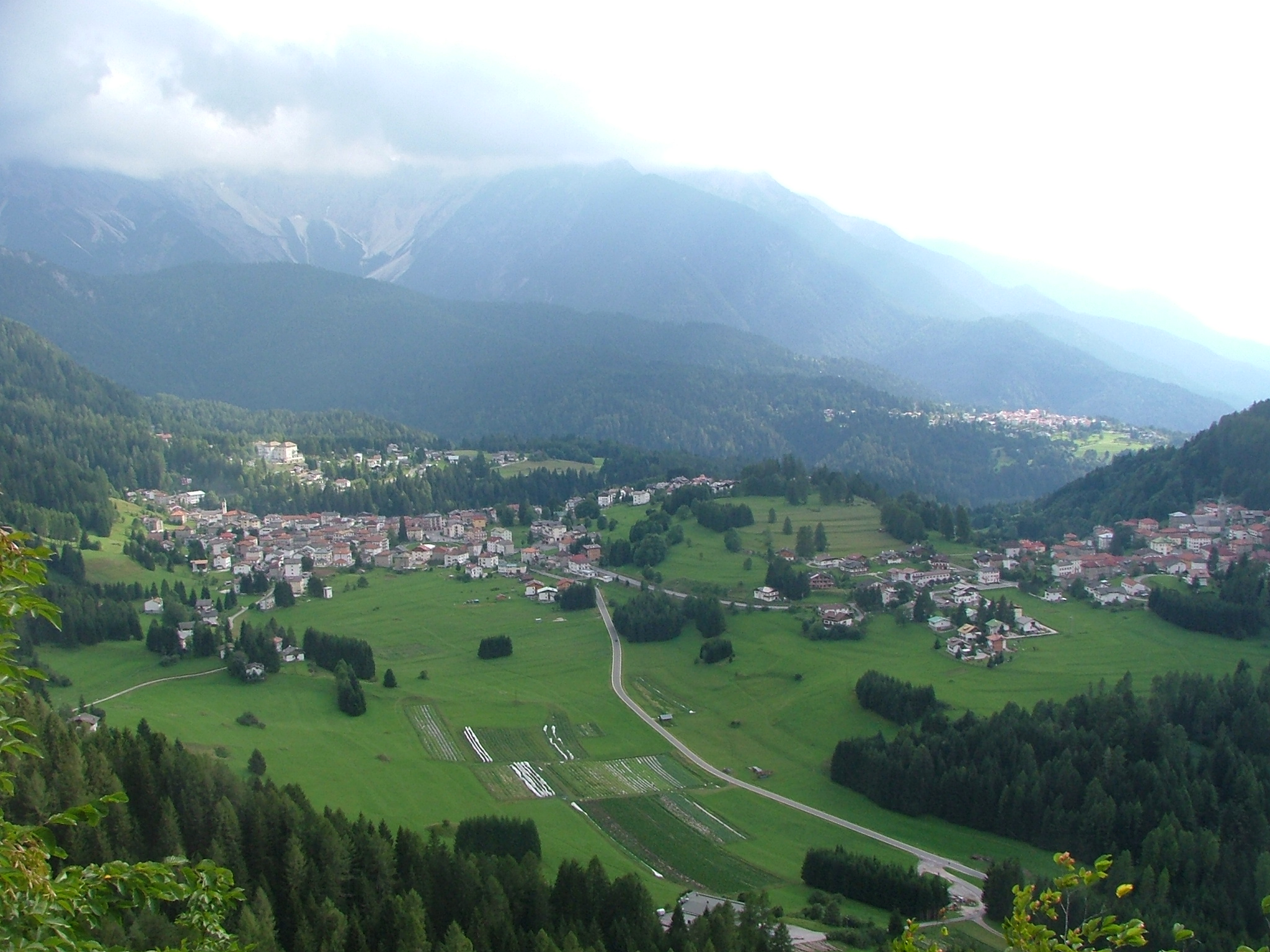
Vigo e Laggio
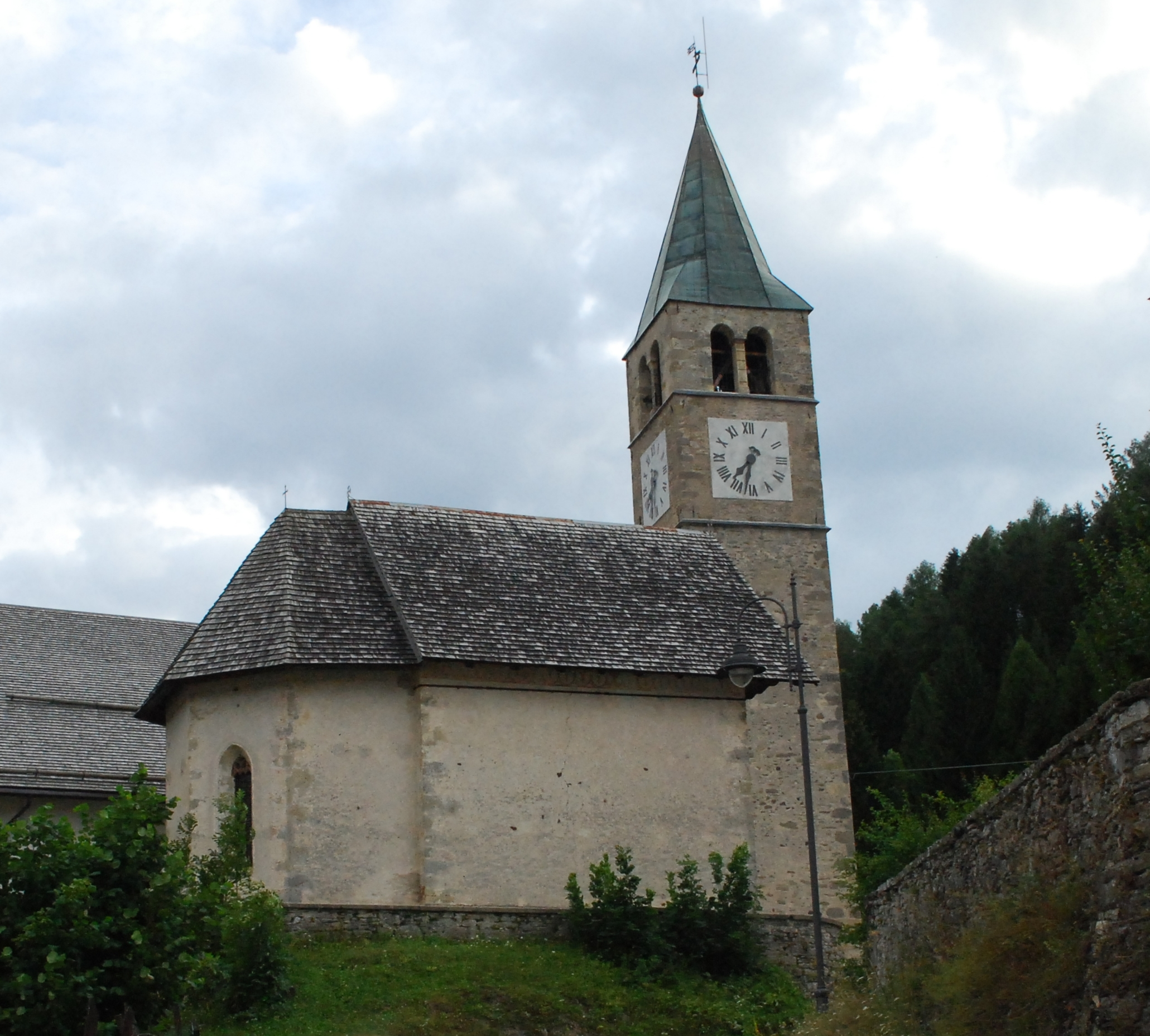
La chiesa della Madonna della Difesa edificata nel 1512
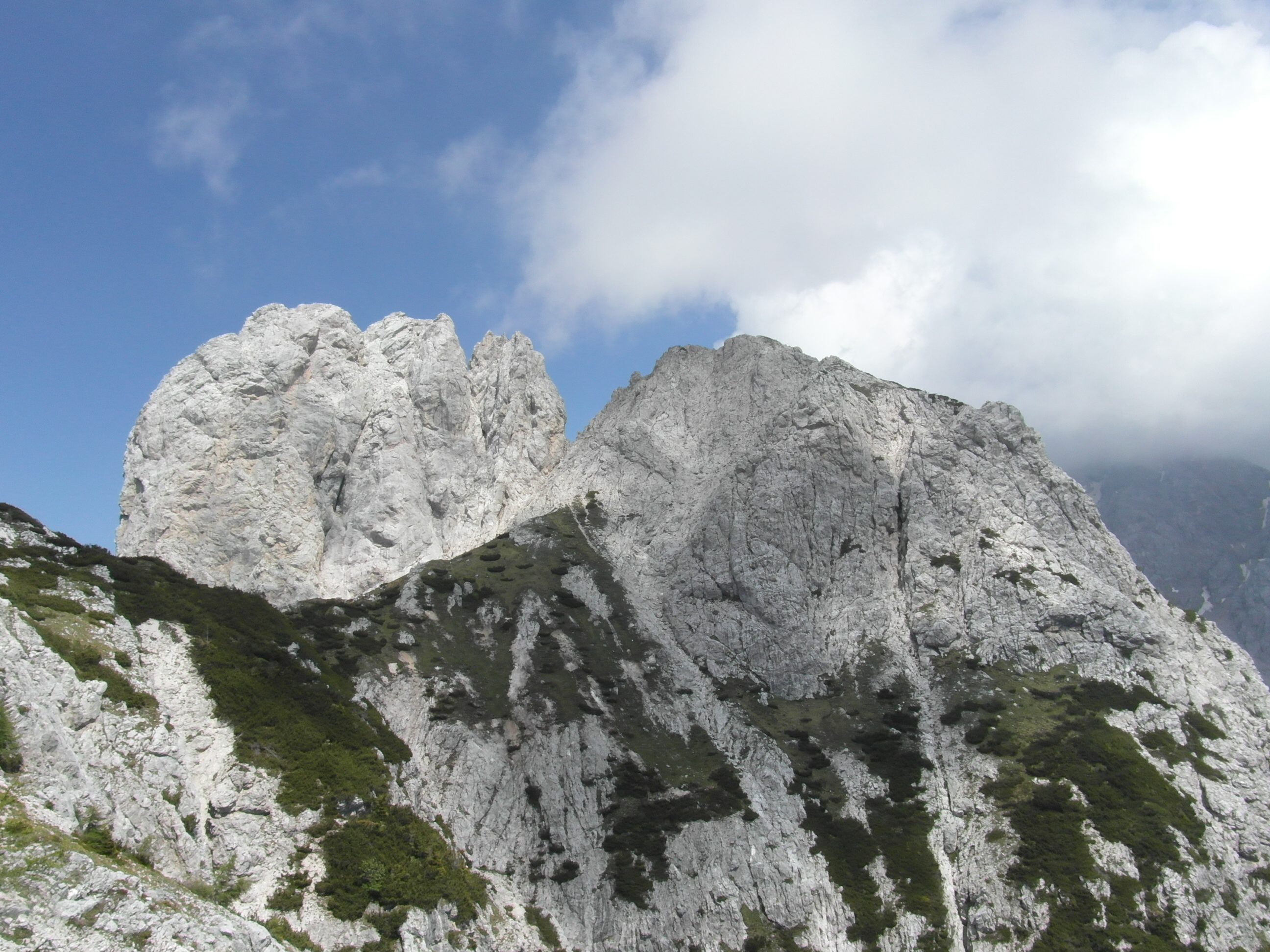
Il monte Tudajo